# Casa Montardit
La Casa Montardit o Can Bosch és una obra eclèctica de Sant Sadurní d'Anoia (Alt Penedès) inclosa a l'Inventari del Patrimoni Arquitectònic de Catalunya.

## Descripció
Edifici entre mitgeres, de planta baixa i dos pisos sota terrat amb torratxa. Fa cantonada amb el carrer Provença. La façana presenta balcó corregut al primer pis i balcons senzills al segon pis i al conjunt del cos lateral. Les baranes són de ferro forjat. Els elements decoratius més remarcables són els permòdols, les motllures i l'encoixinat simulat, tots ells d'inspiració clàssica. En conjunt, el llenguatge de l'obra respon a les característiques de l'eclecticisme.

## Història
L'habitatge està situat dintre de l'eixample vuitcentista de Sant Sadurní d'Anoia, a l'eix configurat pel carrer de Montserrat. Actualment el sector es veu afectat per un procés de terciarització.